# Моссауталь
Моссауталь (нім. Mossautal) — громада в Німеччині, знаходиться в землі Гессен. Підпорядковується адміністративному округу Дармштадт. Входить до складу району Оденвальд.
Площа — 48,5 км2. Населення становить 2429 ос. (станом на 31 грудня 2020).